# نيلسون إيلدر
نيلسون إيلدر (بالإنجليزية: Nelson Elder)‏ هو سياسي بريطاني، ولد في 1923. في الانتخابات البرلمانية في أيرلندا الشمالية 1973 ‏، انتخب عضو برلمان أيرلندا الشمالية 1973-1974 وقد انضم خلال فترته النيابية ‏  للكتلة البرلمانية حزب ألستر الوحدوي وانتخب Member of the Senate of Northern Ireland ‏.